# 妖洱尺蛾
妖洱尺蛾（学名：Trichopterigia yoshimotoi）为尺蛾科洱尺蛾屬下的一个种。